# قدرت‌سپاری در بریتانیا

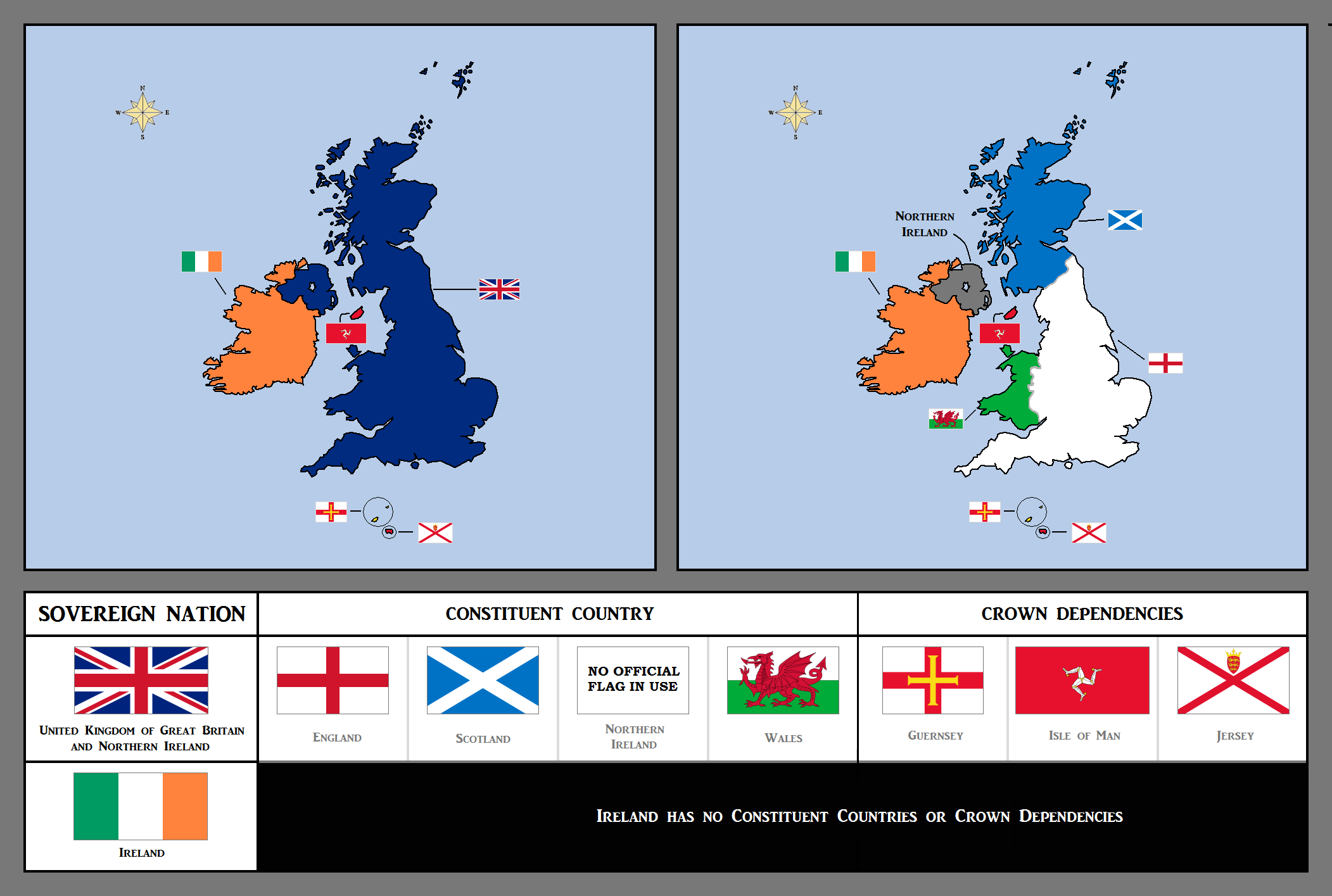
نقشه بریتانیا

واگذاری قدرت در بریتانیا یا تفویض اختیار (انگلیسی: Devolution in the United Kingdom) اعطای سطح بالاتری از خودگردانی توسط پارلمان بریتانیا به پارلمان اسکاتلند، سند (پارلمان ولز)، مجمع ایرلند شمالی و مجمع لندن و به نهادهای اجرایی مرتبط با آنها؛ دولت اسکاتلند، دولت ولز، هیئت اجرایی ایرلند شمالی و در انگلستان، مقامات لندن بزرگ و مقامات ترکیبی آنها است.
تفویض اختیار با فدرالیسم که در آن؛ اختیارات تفویض شده ی اقتدار محلی در نهایت در دولت مرکزی قرار دارند، بنابراین دولت، de jure، یک دولت واحد باقی می‌ماند است٬  تفاوت دارد. قوانینی که پارلمان‌ها یا مجامع واگذار شده را ایجاد می‌کند، می‌تواند توسط پارلمان مانند هر اساسنامه‌ای لغو یا اصلاح شود.
قوانین تصویب شده پس از همه‌پرسی عضویت اتحادیه اروپا، از جمله قانون بازار داخلی بریتانیا در سال ۲۰۲۰، اختیارات مجالس مقننه واگذار شده در اسکاتلند و ولز را تضعیف و محدود کرده‌است.